# Loveland, Ohio
Loveland (IPA: /ˈlʌvlənd/, như "lấp-lân") là thành phố thuộc ba quận Hamilton, Clermont, và Warren ở vùng tây nam Ohio (Hoa Kỳ). Nó gần Xa lộ Liên tiểu bang 275 và là một ngoại ô của thành phố Cincinnati, cách biến giới thành phố vào khoảng 24 kilômét (hay 15 dặm). Nó giáp với ba xã Symmes, Miami, và Hamilton. Theo Thống kê Dân số năm 2000, thành phố có dân số 11.677.

## Địa lý
Loveland tại vĩ độ 39°16′8″B 84°16′13″T / 39,26889°B 84,27028°T (39,268759, −84,270397)1.
Theo Cục Thống kê Dân số Hoa Kỳ, thành phố này có tổng diện tích là 12,2 km² (4,7 mi²). Trong đó, 12,0 km² (4,7 mi²) là đất và 0,2 km² (0,1 mi²) là nước. Diện tích mặt nước chiếm 1,28% tổng diện tích. Thành phố này nằm 182 m (597 ft.) trên mực nước biển.
Không giống nhiều thành phố ở Ohio, Loveland thuộc về ba quận: Hamilton, Clermont, và Warren. Trung tâm Lịch sử Loveland và khu thương mại trung tâm nằm vào thung lũng nhỏ hai bên Sông Phong cảnh Miami Nhỏ, trong khi phần nhiều khu nhà ở của Loveland nằm trên những đồi chung quanh thung lũng.
Những khu này có những hàng xóm từ thời 1950 và sớm hơn, cùng với nhiều hàng xóm mới hơn được xây do sự bành trướng đô thị (cũng làm thành phố lân cận Mason mở mang dễ sợ). Khác với những ngoại ô gần các Xa lộ Liên tiểu bang 71 và 75, Loveland được coi là một "thị xã ngủ ban đêm", vì hình như các hàng xóm (và nhà thờ) đông hơn tiệm và mỗi sáng phần nhiều dân cư lái xe khoảng nửa giờ xuống phố Cincinnati tới cơ sở.
Thành phố thuộc về tổng đài Miami Nhỏ. Số ZIP 45140 và số vùng 513 bao gồm cả Loveland, và số FIPS55 45108 và mã LOCODE US XHT tương ứng với thành phố thật sự.

## Lịch sử

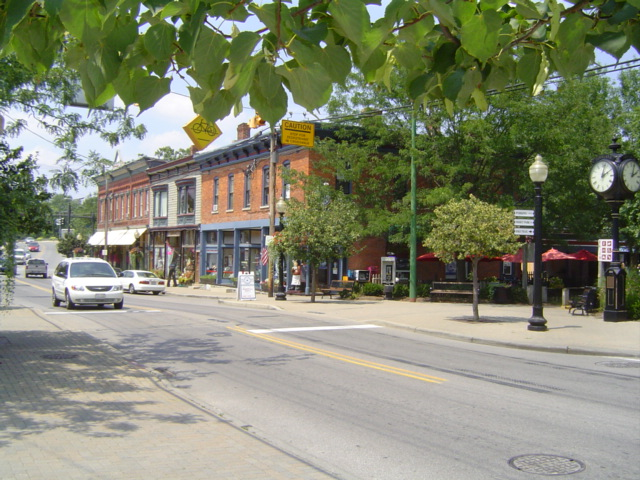
Trung tâm Lịch sử Loveland

Loveland được gia đình Đại tá Thomas Paxton vào ở năm 1795 và được đặt theo tên của James Loveland, ông chủ của chợ buôn bán và bưu điện gần đường xe lửa ở trung tâm của thành phố ngày nay. Nó được thành lập là làng ngày 12 tháng 5 năm 1878, và sau đó được chính quyền tăng cấp thành thành phố có hiến chương vào năm 1961.
Năm 1846, Hãng xe lửa Hillsboro và Cincinnati được quyền xây một đường xe lửa giữa Hillsboro và nhánh sông O'Bannon ở Loveland theo đường của Hãng xe lửa Miami Nhỏ. Năm 1850, hãng H&C đã làm xong cả 60 km (37 dặm) đường sắt tới Hillsboro, Ohio. Hãng H&C cho Hãng xe lửa Marietta và Cincinnati thuê đường này vĩnh viễn và cuối cùng trở thành đường chính của Hãng xe lửa Baltimore và Ohio. Vì Loveland nằm ở chỗ mà Đường xe lửa Miami Nhỏ (đã được đổi thành Đường xe đạp Loveland) và Đường xe lửa Marietta và Cincinnati gặp nhau, thành phố này phát triển nhanh chóng, mang "40 xe lửa chở khách mỗi ngày, và 12 xe lửa chở hàng theo lịch trình giữa Loveland và Cincinnati."
Vào cuối thập niên 1990, Loveland được chỉ định là Thành phố cây bởi Quỹ Hỗ trợ Ngày Trồng cây Mùa xuân Quốc gia, trong khi nó bắt đầu nhiều chương trình để làm đẹp và quảng cáo khu Trung tâm Lịch sử, một phần để kỷ niệm 200 năm sau Loveland được thành lập.

## Dân tộc
Theo thống kê dân số2 năm 2000, có 11.677 người, 4.497 gia hộ, và 3.224 gia đình ở thành phố này. Mật độ dân số là 969,6 người/km² (2.513,5 người/mi²). Có 4.653 nhà ở, mật độ trung bình là 386,4 nhà/km² (1.001,6 nhà/mi²). Trong thành phố này, 95,66% là người da trắng, 1,56% là người da đen hay Mỹ gốc Phi, 0,05% là người Mỹ da đỏ, 1,05% là người Á Châu, 0,00% là người dân đảo Thái Bình Dương, 0,42% là người thuộc một chủng tộc khác, và 1,26% là người hỗn hợp chủng tộc. 1,12% của dân số là người Hispanic hay Latino thuộc chủng tộc nào đó.
Có 4.497 gia hộ, trong đó 39,1% có trẻ em nhỏ hơn 18 tuổi ở trong nhà, 57,6% là đôi vợ chồng ở với nhau, 11,1% có đàn bà làm chủ nhà nhưng chồng không trong nhà, và 28,3% không phải là gia đình. 25,1% của những gia hộ chỉ gồm có một người và 9,9% chỉ có người 65 tuổi trở lên ở một mình. Cỡ gia hộ trung bình là 2,58 người, còn cỡ gia đình trung bình là 3,11 người.
Trong thành phố, 29,1% của dân số chưa đến 18 tuổi, 6,9% từ 18 đến 24 tuổi, 30,3% từ 25 đến 44 tuổi, 22,7% từ 45 đến 64 tuổi, và 11,0% đã 65 tuổi trở lên. Người trung bình 36 tuổi. Cho mỗi 100 nữ có 91,0 nam. Cho mỗi 100 nữ 18 tuổi trở lên, có 85,4 nam.
Thu nhập trung bình của gia hộ ở thành phố này là 52.738 đô la, và thu nhập trung bình của gia đình là 63.535 đô la. Những đàn ông được thu nhập trung bình là 49.653 đô la đối với 29.250 đô la cho những đàn bà. Thu nhập trên đầu người của thành phố là 25.920 đô la. 5,7% của các người và 5,7% của các gia đình dưới mức sống tối thiểu. Trong tất cả dân cư, 7,1% của những người chưa đến 18 tuổi và 4,6% của những người đã 65 tuổi trở lên đang dưới mức sống tối thiểu.

### Dân số lịch sử
Thành phố này có 10.122 người năm 1990, 9.990 năm 1980, 9.106 năm 1970, 7.144 năm 1960, 2.149 năm 1950, 1.904 năm 1940, 1.954 năm 1930, 1.557 năm 1920, 1.421 năm 1910, và 1.260 năm 1900. Năm 1890, phía Tây Loveland có 392 dân cư bên Quận Hamilton, trong khi Loveland có 761 ở Quận Clermont và Quận Warren; và năm 1880 Làng Loveland bên Quận Clermont có 595 dân cư còn phía Tây Loveland bên Quận Hamilton có 197.

## Nhân vật nổi tiếng
Danh sách này bao gồm những người nổi tiếng ở Loveland một hồi:
| Chính trị và luật pháp - Salmon P. Chase – Chánh án Tối cao Pháp viện Hoa Kỳ - Bill Schickel – Dân biểu Tiểu bang Iowa Nghệ thuật - Wendy Barrie-Wilson – nữ diễn viên Broadway - Ann Donahue – người viết kịch TV - Thomas Hammons – ca sĩ opera Quân sự - Thomas T. Heath – tướng Liên bang trong Nội chiến Hoa Kỳ | Thể thao - Matt Hamill – đồ vật đoạt Giải vô địch Quốc gia NCAA Cấp III ba lần - Becky Jasontek – vận động viên bơi nghệ thuật, đoạt huy chương đồng tại Thế vận hội Mùa hè 2004 - Joe Kelly – cầu thủ phòng ngự của đội bóng bầu dục chuyên nghiệp - April Kerley – vận động viên bơi lội (cấp S9) tại Thế vận hội dành cho người khuyết tật (Paralympics) 2008 - Tacks Latimer – cầu thủ bắt bóng của đội bóng chày chuyên nghiệp và kẻ giết người - Jack Pfiester – cầu thủ bóng chày chuyên nghiệp - Mike Sylvester – cầu thủ bóng rổ chuyên nghiệp đoạt huy chương bạc cho đội Ý tại Thế vận hội Mùa hè 1980 |